# كيمبرلي أوسوريو
كيمبرلي أوسوريو (بالإنجليزية: Kimberly Osorio)‏ هي صحفية أمريكية، ولدت في 14 يونيو 1974 في ذا برونكس في الولايات المتحدة.

## وصلات خارجية
- كيمبرلي أوسوريو على موقع IMDb (الإنجليزية)